# Éditions La Farandole
Ne doit pas être confondu avec Collection Farandole.
Les Éditions La Farandole (1955-1994) sont une maison d'édition spécialisée dans la littérature d'enfance et de jeunesse. Ayant le statut de société anonyme, elles relevaient du groupe éditorial du Parti communiste français, néanmoins avec une autonomie qui leur permettait de publier des auteurs fort divers.
Créée au dernier semestre 1955, La Farandole avait acquis une réputation de sérieux dans sa production, dont de nombreuses œuvres étaient distinguées par des sélections tel le Diplôme Loisirs Jeunes.
Incluse en 1979-1980 dans les restructurations du groupe éditorial du Parti communiste français, la maison d'édition prend alors le nom de Messidor La Farandole. L'ensemble du groupe éditorial Messidor rassemble les Éditions sociales (Messidor/Éditions sociales), les éditions Vaillant-Miroir Sprint, les éditions Messidor/Temps actuels, anciennement Éditeurs français réunis (EFR) dirigées par Louis Aragon, et Messidor/La Farandole. Fusionné en une maison éditoriale unique, les éditions Messidor, devenue Scandéditions en 1992, le groupe est mis en liquidation le 9 mai 1994.
Les Éditions La Farandole disparaissent après trente-neuf années d'existence. Elles laissent un catalogue d'une importance considérable dans le domaine de la littérature pour la jeunesse.